# Cássio Aproniano
(Marcus) Cássio Aproniano ou Aproniano (m. 200) foi um político romano que viveu no século II. Ele era um membro da gens Cassia (Cassius), uma das famílias mais importantes da Roma Antiga.
A família de Aprônio tinha patente senatorial e ele era originário da Bitínia (parte noroeste da atual Turquia). Durante sua carreira política, serviu como procônsul da Cilícia (sudeste da Turquia) e Dalmácia (Croácia). Além disso, serviu como cônsul sufecto durante o reinado da dinastia Antonina.
Casou-se com a filha do historiador, filósofo e orador grego Dião Crisóstomo. Seu filho, chamado Dião Cássio, foi um historiador e político romano, que foi nomeado cônsul. No ano em que Aproniano morreu, seu filho foi admitido no Senado.